# Viva Rosa
Viva Rosa was van 2001 tot en met 2009 een indierockband met leden uit Arnhem, Rotterdam en Tilburg. Met het overlijden van zanger Mathieu Rosmuller kwam in 2009 ook een abrupt einde aan Viva Rosa.

## Geschiedenis
De stijl werd omschreven als eigenzinnige, melodieuze gitaarrock ingetogen en popnummers met lichte countryinvloeden. De basis werd gevormd door zanger-gitarist Mathieu Rosmuller met zijn rauwe ongebonden zang en veelal autobiografische teksten. Met de invloeden van bassist André Teunissen en drummer Jorn Kortooms werden de nummers gevormd. Het werd de band verweten dat zij hun talent nooit optimaal hebben benut (in het wedstrijdencircuit behaalden ze genoeg halve finales en tweede plaatsen) naast een gebrek aan ondernemingszin. Online waren zij vrijwel afwezig en weinig actief in het promoten van de muziek. Zanger Mathieu Rosmuller overleed in 2009 onverwacht: hij werd aangetroffen door een medebandlid nadat Rosmuller niet kwam opdagen voor een optreden. Dit vond plaats vlak voor de grote "doorbraak" van de band.

## Bezetting
- Jorn Kortooms, drums - 2001
- Andre Teunissen, bas - 2001
- Mathieu Rosmuller, gitaar, zang - 2001
- Douwe Kelderman, gitaar - 2008

## Discografie
- Cinderella's Burning (EP) - 2003
- Viva Rosa (EP) - 2005
- Sunrise at Viva Fiësta (CD) - 2008